# Canal MVV
Canal MVV é um Canal da Web que fica Online em Ibupls e Youtube criado por Marcus Santana e pertence a ao Grupo Cidade Informa.O Canal Substitui Série TV.Teve sua estreia 22 de Janeiro de 2014

## Internacional
O Canal Tem 3 canais fora do Brasil veja a seguinte abaixo:
- Canal MVV México (Online no Youtube)
- Canal MVV Estados Unidos(Online no Youtube e Iblups)
- Canal MVV Brasil (Online no Youtube e Iblups)

## Séries
| MVV Séries Originas  | MVV Séries Originas                          | MVV Séries Originas            |
| Ano                  | Serie                                        | Onde Transmite                 |
| -------------------- | -------------------------------------------- | ------------------------------ |
| 2014                 | Os Jones                                     | Estreia 28 de Maio:Iblups      |
| 2014                 | Músicas & Vídeos                             | Youtube                        |
| 2013 - 2014          | Outros Amigos                                | Iblups                         |
| Séries não originais |                                              |                                |
| Ano                  | Serie                                        | Notas                          |
| 2014                 | Mais Que Família Você Tem Charlie!           | Iblups                         |
| 2014                 | No Ritmo:Vamos Dançar                        | Iblups                         |
| 2014                 | Raven A Menina que Tem Visões                | Iblups                         |
| 2014                 | Mauro - O Garoto                             | Especial: Youtube              |
| 2014                 | Diário de Amor                               | Iblups                         |
| 2014                 | Phineas and Ferb in Gravity Falls the Wander | Especial:Youtube Canal MVV E.U |
| 2014                 | Irmão + Irmão = Bagunça                      | Iblups                         |
| 2014                 | Ela é uma Estrela                            | Iblups                         |
| 2014                 | Famoso Icarly                                | Iblups                         |
| 2014                 | Wolfblood: Uma Família de Lobos              | Iblups                         |

## Cidade Informa
Canal MVV é um Grpo da Web pertence a Magno Alves e Existe desde de 2013.Foi o Grupo que Criou TV SBGLDIS.

## Canais
| Internacional | Internacional        | Internacional |
| Desde         | Título               |               |
| ------------- | -------------------- | ------------- |
| 2014          | MVV México           | Aberta        |
| 2014          | MVV U.S              | Aberta        |
| Brasileiras   |                      |               |
| Desde         | Canal                | Situação      |
| 2014          | Castro Alves News    | Aberta        |
| 2014          | Canal MVV            | Aberta        |
| 2013 - 2014   | TV SBGLDIS           | Fechada       |
| 2014          | Santa Terezinha News | Em Construção |

## Ligações Externas
- Página oficial do MVV Brasil
- Página do Canal MVV Brasil no Iblups
- Página do MVV Estados Unidos no Iblups